# Eulepte gastralis
Eulepte gastralis là một loài bướm đêm trong họ Crambidae.